# Niko Omilana

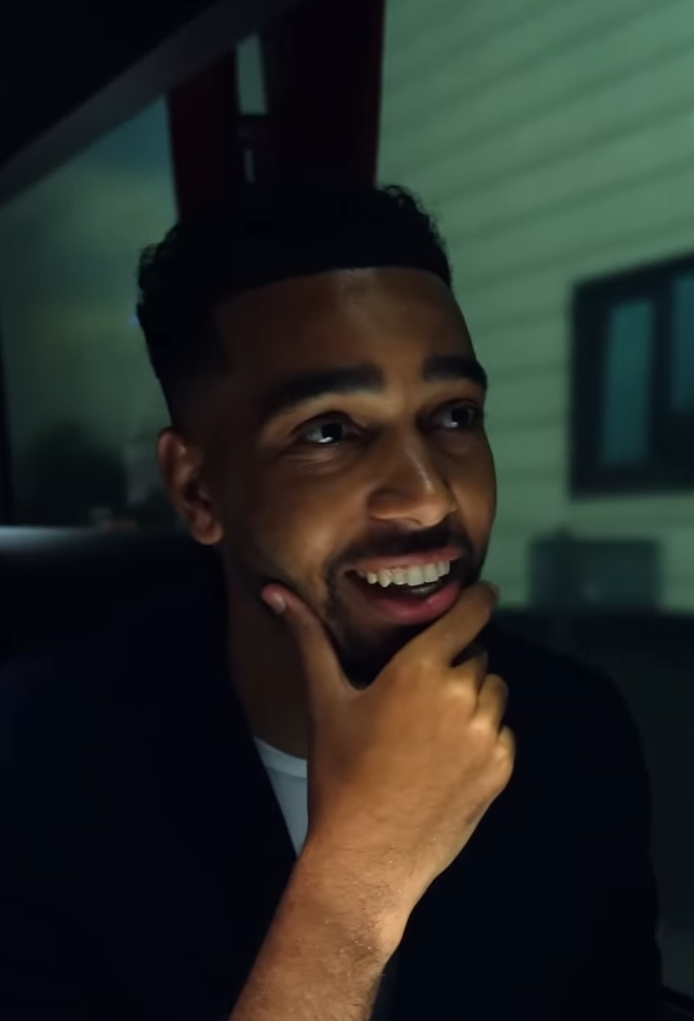
Niko Omilana, 2023

Nikolas „Niko“ Daniel Adegbajumo Omilana (* 4. März 1998 in Staffordshire) ist ein englischer Webvideoproduzent und Londoner Bürgermeisterkandidat 2021. Bekanntheit erreichte er durch die Veröffentlichung von Streichen und Parodien auf seinem YouTube-Kanal, der mehr als 7,7 Millionen Abonnenten hat.

## Leben
Omilana wurde in Staffordshire geboren und wuchs dort auch auf.

### Aktivitäten auf YouTube
Er erstellte seinen YouTube-Kanal Niko Omilana am 21. Juni 2011 im Alter von 13 Jahren. Bekanntheit erlangte er durch die Veröffentlichung von Streichen, Parodien und Vlog-Einträgen.
Anfang 2019 eröffnete er zusammen mit den YouTubern Chunkz, Sharky, AJ Shabeel und Kenny als Gruppe „Beta Squad“ einen neuen YouTube-Kanal, welcher mittlerweile über 9 Millionen Abonnenten erreicht hat.

### Kandidatur bei der Londoner Bürgermeisterwahl 2021
Im Jahre 2021 kandidierte er bei der Londoner Bürgermeisterwahl. Es gelang ihm, mit knapp 50.000 Wählerstimmen den fünften Platz zu belegen, was einem Anteil von zwei Prozent entsprach. In Umfragen vor der Wahl wurden ihm teilweise fünf Prozent der Wählerstimmen vorhergesagt. Die Kandidatur begleitete er mit einer Serie von YouTube-Videos. Über die Aktion wurde von diversen Medien, darunter der BBC, berichtet.

## Beliebte Formate
- Fake Employee Prank (9 Videos, ca. 49 Millionen Aufrufe)
- I Opened (6 Videos, ca. 45 Millionen Aufrufe)[9]

## Nominierungen
- Shorty Award for Breakout YouTuber (2017)[10]

## Trivia
- Nachdem er sich bei einem Boxkampf zwischen den YouTubern Logan Paul und KSI in den Ring geschlichen hatte, wurde er von DAZN von zukünftigen Events ausgeschlossen.[11]
- Niko Omilana löste eine Protestwelle gegen sich selbst und KFC aus, nachdem er in einem Video eine Farm von KFC besuchte. Tierschützer kritisierten daraufhin, das Video würde die Verhältnisse auf den Farmen falsch darstellen.[12]